# Казаль-ді-Принчипе
Казаль-ді-Принчипе, Казаль-ді-Прінчіпе (італ. Casal di Principe) — муніципалітет в Італії, у регіоні Кампанія,  провінція Казерта.
Казаль-ді-Принчипе розташований на відстані близько 170 км на південний схід від Рима, 23 км на північний захід від Неаполя, 18 км на захід від Казерти.
Населення — 21 374 особи (2014).
Щорічний фестиваль відбувається 12 вересня. Покровитель — Maria SS. Preziosa.

## Демографія
Населення за роками:

Станом на 1 січня 2023 року в муніципалітеті офіційно проживало 1459 іноземців з 33 країн, серед них 403 громадяни країн Євросоюзу та 146 громадян України.

## Сусідні муніципалітети
- Канчелло-е-Арноне
- Граццанізе
- Сан-Чипріано-д'Аверса
- Сан-Таммаро
- Санта-Марія-ла-Фосса
- Вілла-ді-Бріано
- Вілла-Літерно